# 임영철 (언어학자)
임영철(任栄哲, 1949년~)은 대한민국의 언어학자이다. 중앙대학교의 명예교수이며, 주 연구 분야는 일본어학과 사회언어학이다.
오사카 대학에서 석사 학위·박사 학위를 취득한 후 한국과 일본의 사회·언어·문화 현상에 대해 연구했다. 도쿄 대학 객원연구원, 사이타마 대학 대학원 객원교수, 국립국어연구소 특별 초빙객원연구원 등을 거쳐 중앙대학교 교수로 활동했다.

## 저서
- 『일본인은 왜 속마음을 말하지 않을까』 2014년 ISBN 9788952230010
- 『한국의 일상세계 : 생활, 사회, 문화의 기초지식』 2004년 ISBN 4584120749
- 「재일 코리안의 언어상」(편·공저) 2005년 ISBN 4757602839
- 「한국인에 의한 일본 사회 언어학 연구」(편·공저)  2006년 ISBN 4273034328
- 『한국어와 일본어, 그리고 일본인과의 커뮤니케이션』 2008년 ISBN 9788959662692